# 1709

## Esdeveniments
Països Catalans
Reus: Davant dels atacs borbònics a la ciutat de Tortosa, a mitjan any la ciutat s'avança a donar obediència a Felip V, per tal d'evitar els saquejos.
Resta del món
- 27 de juny - Batalla de Poltava, entre els exèrcits del tsar Pere I de Rússia i Carles XII de Suècia, Acabà amb la victòria del Tsarat Rus i va iniciar la fi del regne de Suècia com superpotència a Europa.[1]
- 28 de juny - Dresden (Alemanya): Frederic IV de Dinamarca signa una aliança amb August II el Fort de l'electorat de Saxònia en el Tractat de Dresden de 1709 contra l'Imperi Suec durant la Gran Guerra del Nord.
- 11 de setembre - Taisnières-sur-Hon (Nord, França): l'exèrcit francès impedeix la invasió de França en la batalla de Malplaquet durant la guerra de Successió Espanyola.
- 22 d'octubre - Copenhaguen (Dinamarca): l'Imperi Rus i el Regne de Dinamarca i Noruega signen la seva aliança en el Tractat de Copenhagen (1709) en el marc de la Gran Guerra del Nord.

## Naixements
Països Catalans
Resta del món
- 17 d'abril, La Rochelle: Marie Sallé, ballarina i coreògrafa francesa (m. 1756).[2]
- 9 d'agost - Japó: Tokugawa Ietsugu, 38è shogun (m. 1716).
- 10 de setembre - Georg Wilhelm Steller, zoòlog i botànic alemany (m. 1746).
- Lieja (Principat de Lieja): Guillaume Evrard, escultor.

## Necrològiques
- 19 de febrer, Japó: Tokugawa Tsunayoshi, 36è shogun.
- 14 de setembre, Toledo, Regne de Castella): Luis Manuel Fernández Portocarrero, eclesiàstic i polític espanyol (n. 1635).
- 21 de novembre, Lisboa: António Marques Lésbio, músic i escriptor portuguès.